# Радерфордијум
Радерфордијум (Rf, лат. rutherfordium), раније унилквадијум (Unq), прелазни је метал. Назив је добио по имену физичара Ернеста Радерфорда. Радерфордијум поседује изотопе чије се атомске масе налазе између 257—262.
Изотоп 260 је добијен (неки то оспоравају) 1964. године од Ивана Курчатова у Руском граду Дубна бомбардовањем изотопа 249 Cf једрима изотопа 12-угљеника. Славним експериментом који је извршила група научника 1969. године на универзитету у Берклију у Калифорнији, добијен је изотоп 257. Добијени резултати се разликују од Курчатових и зато се Совјетима оспорава да су први добили овај елемент. У СССР је овај елемент ’70-их година, након Курчатовљеве смрти, назван курчатовијум (Ku) и тај назив се користио у свим земљама чланицама некадашњег Варшавског пакта, као и у СФРЈ. У САД је коришћен назив радерфордијум, по имену Ернеста Радерфорда. IUPAC је 1989. године одлучио да елемент носи име унилквадијум (име је добио по својој атомској маси), али следећи, актуелан назив који је IUPAC дао 1997. године је радерфордијум.
Овај елемент се не јавља у природи. До сада је добијено само неколико његових атома. Претпоставља се да се радерфордијум налази на Сунцу и на још неким звездама средње величине. Његове физичке и хемијске особине нису познате, али претпоставља се да је он метал сличних особина као и титанијум. Његова електронска конфигурација такође није позната јер је добијен у облику плазме. По правилима она би требало да буде: радон + 

## Историја

### Откриће
Према појединим наводима радерфордијум су први открили 1964. године научници при Заједничком институту за нуклеарна истраживања (JINR) у Дубни (тада у Совјетском савезу). Они су у свом истраживању бомбардовали мету сачињену из плутонијума-242 јонима неона-22 те затим производе реакције одвојили помоћу термохроматографије након што су их претходно превели у хлориде путем интеракције са . Научници су запазили активности спонтане фисије која се јавила у испарљивом хлориду, наликујући особинама ека-хафнијума. Иако време полураспада није тачно одређено, каснији прорачуни су показали да је производ реакције највероватније радерфордијум-259 (према стандардној нотацији скраћено 259):
242
94 + 22
10 → 264-x
104 → 264-x
1044
Године 1969, истраживачи на Универзитету Калифорније, Беркли коначно су синтетисали елемент бомбардујући мету од калифорнијума-249 са јонима угљеника-12 те измерили алфа распад 257Rf у складу са распадом „кћерке” изотопа нобелијумa-253:
249
98 + 12
6 → 257
104
Америчка синтеза је потврђена 1973. чиме је осигурана идентификација радерфордијума као „мајке” изотопа нобелијума-253 опсервацијом К-алфа x-зрака у елементарном потпису производа распада 257.

### Контроверза око имена
Руски научници су за нови елемент предложили име курчатовијум док су амерички научници сугерирали да се новом елементу додели име радерфордијум. Године 1992. радна група IUPAC/IUPAP-a (Transfermium Working Group, TWG) проучила је оба навода о открићу и донела закључак да су оба тима научника истовремено пружили доказе о синтези елемента 104, те би се част за откриће требала дати обема групама. Међутим, америчка група је упутила оштар одговор на закључке TWG-а наводећи да су исувише нагласили доприносе и резултате групе из Дубне. Нарочито су истакнули да су Руси неколико пута у току 20 година изменили детаље о свом открићу, што руски тим није оповргао. Американци су такође наглашавали да је TWG исувише придао пажње хемијским експериментима које су извели руски научници те су оптужили TWG да немају довољно квалифицирано особље у комисији. TWG је на оптужбе одговорио да се не ради о томе и да су сваку тачку оптужбе америчког тима размотрили те нису нашли нити један разлог да измене своје закључке у вези части за откриће. IUPAC је касније ипак елементу дао име које је амерички тим предложио, што би се у неком погледу могло протумачити да су донекле променили мишљење.
Као консеквенцу првобитних навода о открићу, дошло је до контроверзе око давања имена елементу. Пошто су совјетски научници тврдили да су први открили нови елемент, предлагали су му се дадне име курчатовиј (Ku) у част Игора Курчатова (1903–1960), бившег шефа совјетског нуклеарног истраживања. Овај назив елемента кориштен је у књигама и литератури у државама бившег совјетског блока као званично име. Међутим, Американци су предлагали име радерфордијум (Rf) у част Ернеста Радерфорда, који је познат као „отац” нуклеарне физике. IUPAC је привремено усвојио назив унилквадијум (Unq) што је представљало систематско име елемента, изведено из латинским назива за цифре 1, 0 и 4. Године 1994. IUPAC је предложио да се елементу додели назив дубнијум (Db), јер је назив радерфордијум био предложен за елемент 106. IUPAC сматрао да се тиму из Дубне требало указати част за њихов допринос истраживањима. Ипак, и даље су постојале контроверзе око давања имена елементима од 104 до 107. Године 1997. тимови научника који су учествовали у давању имена усагласили су своје ставове те елементу 104 напокон дали име радерфордијум. У исто време име дубнијум дато је елементу 105.

## Особине

### Физичке и атомске
За радерфордијум се очекује да буде у чврстом стању при стандардним условима температуре и притиска и при томе да има хексагоналну густо паковану кристалну структуру ( = 1,61), сличну оној као код његовог лакшег конгенера хафнијума. Требао би бити веома тешки метал густине од око 23,2 g/cm3. Поређења ради, најгушћи познати елемент чија је густина поуздано измерена је осмијум, а износи 22,61 g/cm3. Овакви подаци су претпостављени према веома великој атомској тежини радерфордијума, ефекту контракције лантаноида и актиноида, као и релативистичким ефектима, мада је производња довољних количина радерфордијума, како би се ови подаци потврдили, непрактична јер би се узорак врло распао. За атомски радијус радерфордијума се очекује да има вредност око 150 pm. Због ефекта релативистичке стабилизације  орбитале и дестабилизације  орбитале, претпоставља се да би јони Rf+ и 2+ требали да отпуштају 6d електроне уместо 7s електрона, што је потпуно супротно понашање од његових лакших хомолога.

### Хемијске
Радерфордијум је први трансактиноидни елемент и други члан 6d серије прелазних метала. Прорачуни о његовом потенцијалу јонизације, атомском радијусу као и радијусима, енергијама орбитала и основним нивоима његових јонизираних стања показали су да је сличан хафнијуму, али се изразито разликује од олова. Стога, донети су закључци о основним особинама овог елемента који наводе да он доста наликује на друге елементе 4. групе, испод титанијума, цирконијума и хафнијума. Неке од његових особина одређене су експериментима у гасовитој фази као и хемији раствора. Оксидационо стање +4 је једино стабилно стање за последња два елемента па би стога и радерфордијум требао такође да показује стабилно +4 стање. Осим тога, за радерфордијум се такође очекује да гради и нестабилније +3 стање. Стандардни редукциони потенцијал пара  се предвиђа да би могао бити виши од −1,7 V.
Прва предвиђања хемијских особина радерфордијума била су заснована на израчунима који су показивали да би релативистички ефекти на електронске љуске требали бити довољно снажни да би 7p орбитале могле имати ниже енергетске нивое од 6d орбитала што би дало конфигурацију валентних електрона  или чак , чиме би се елемент требао понашати више као олово него као хафнијум. Након бољих метода израчуна и експерименталних студија хемијских особина једињења овог елемента дошло се до закључка да су претходне процене биле погрешне те да би се радерфордијум требао понашати као остали елементи из 4. групе.
Аналогно као и за цирконијум и хафнијум, за радерфордијум се предвиђа да гради веома стабилни, ватростални оксид, RfO2. Могао би и да реагује са халогеним елементима градећи тетрахалиде, RfX4, који би се хидролизовали у контакту с водом дајући оксихалиде RfOX2. Тетрахалиди би могли бити волатилне чврсте материје у виду мономерних тетраедарских молекула у гасовитој фази.
У течној фази, Rf4+ јон би се хидролизовао мање од јона титанијума(IV) а у приближном обиму као и цирконијум и хафнијум, што би дало јон RfO2+. Третирање таквих халида са јонима халидних елемената даје јоне одређених комплекса. Кориштење јона хлорида и бромида даје комплексе хексахалида RfCl2−
6 i RfBr2−
6. За комплексе флуорида, цирконијум и хафнијум граде хепта- и октакомплексе. Према томе, за већи радерфордијумов јон могући су и комплекси RfF2−
6, RfF3−
7 и RfF4−
8.

### Изотопи
Радерфордијум нема ни један стабилни нити природни изотоп. До данас је у лабораторију синтетисано неколико радиоактивних изотопа, било фузијом два атома било распадом неког тежег елемента. Укупно је откривено 16 различитих изотопа овог елемента са атомским масама између 253 и 270 (са изузетком 264 и 269). Већина ових изотопа се распада путем спонтане фисије.
Осим изотопа чија времена полураспада су позната, лакши изотопи обично имају краћа времена полураспада. Измерено је време полураспада за 253 и 254Rf које износи краће од 50 μs. Изотопи  су нешто стабилнији од око 10 ms, док се  и 262 распада између једне и пет секунди. Изотопи 261, 265 и 263Rf су још стабилнији од наведених, а њихова времена полураспада износе једну, 1,5 и десет минута. Најтежи изотопи су уједно и најстабилнији, где је код 267 измерено време полураспада од око 1,3 сата. Времена полураспада изотопа 269, 271Rf и тежих још нису позната нити су израчуната.
Најлакши изотопи су синтетизовани директном фузијом два лакша језгра и као производ распада. Најтежи изотоп добијен директном фузијом јесте 262Rf; док су тежи изотопи од њега опажени само као производи распада елемената са већим атомским бројевима, од којих је потврђено постојање само 267Rf. Тешки изотопи 266 и 268Rf су опажени као захват електрона „кћерке” изотопа дубнијума 266 и 268Db, али имају кратка времена полураспада пре спонтане фисије. Чини се да исто вреди и за 270Rf, као могуће „кћерке” изотопа 270. Иако изотоп 264Rf још није доказан, превиђа се да би његово кратко време полураспада износило 5 секунди.
Године 1999. амерички научници на Универзитету Калифорније у Берклију објавили су да су успели да синтетишу три атома 293. Овај „родитељски” изотоп према наводима научника се распао емитујући седам алфа честица дајући језгро 265Rf. Касније 2001. године објава овог открића је поништена.